# Poitea gracilis
Poitea gracilis är en ärtväxtart som först beskrevs av August Heinrich Rudolf Grisebach, och fick sitt nu gällande namn av Matt Lavin. Poitea gracilis ingår i släktet Poitea och familjen ärtväxter. Inga underarter finns listade i Catalogue of Life.